# Midnight Movie (film)
Pour les articles homonymes, voir Midnight movie.
Pour plus de détails, voir Fiche technique et Distribution.
Midnight Movie est un film d'horreur américain réalisé par Jack Messitt en 2008.

## Résumé
Dans un petit cinéma de quartier quelques spectateurs viennent assister à la séance de minuit afin de se délecter devant un classique de l'horreur. Tout se passe bien jusqu'à ce que les spectateurs se fassent tuer un par un par le tueur sorti tout droit du film.

## Fiche technique
- Titre : Midnight Movie
- Réalisation : Jack Messitt
- Scénario : Sean Hood, Mark Garbett et Jack Messitt
- Budget : 1 000 000 $
- Format : Couleur - 35 mm
- Pays d'origine : États-Unis
- Genre : Fantastique, slasher, thriller
- Durée : 82 minutes
- Date de sortie : 6 janvier 2009 (États-Unis)
- Classification : interdit aux moins de 16 ans

## Distribution
- Rebekah Brandes : Bridget
- Daniel Bonjour : Josh
- Greg Cirulnick : Mario
- Mandell Maughan : Samantha
- Stan Ellsworth : Harley
- Melissa Steach : babe
- Jon Briddell : l'inspecteur Barrons
- Michael Schwartz : Sully
- Michael Swan : le docteur Wayne
- Justin Baric : Timmy
- Brea Grant : Rachael
- Shaun Ausmus : Kenny
- Carol Stanzione : la mère
- Lee Main : le tueur

## Récompenses
Midnight Movie a gagné les prix du meilleur long métrage et de la meilleure photographie au Chicago Horror Film Festival[réf. souhaitée].